# 摩爾亨
摩爾亨（Morgen）是德国、荷兰、波兰和荷兰殖民地（包括南非和台灣）的土地面积度量单位。摩爾亨的大小相當於1⁄2至21⁄2英畝（2,000至10,100平方）之間。摩爾亨也用于旧普鲁士、巴尔干半岛、挪威和丹麦，在那里它相当于大約2⁄3英畝（2,700平方） 。